# Малко късмет за по-късно
„Малко късмет за по-късно“ е български игрален филм от 2018 година на режисьора Александър Смолянов. Сценарий – Чавдар Живков и Александър Смолянов, оператор Димитър Костов. Музиката е на Гаро Ашикян. Филмът е копродукция на БНТ и Фабриката, с продуцент е Вера Шандел.
По едноименен разказ на Палми Ранчев.

## Сюжет
София, юли. Най-горещият ден в годината.
Мустакат хамалин на име Денчо Асенов, бивш боксьор, товари кашони още по тъмно. Трябват му пари, за да финализира сделката, която ще промени живота му. Мечтае да се сдобие с транспортен бус и да се превърне в дребен предприемач. Жена му е бременна в деветия месец.
След много перипетии Денчо успява да събере остатъка от парите за покупката на буса. Дава ги на ортака си. Уговарят по-късна среща в краен квартал. Всичко сякаш се подрежда, но на срещата отива само Денчо. Разбира, че е измамен и е изгубил семейните спестявания. Ще трябва да потърси услуга от Дойнов, ченге с влияние в боксовите среди.
Петъкът на Явор Каменов от сутринта върви накриво, а вечерта му предстои уговорен мач с Хосе Тайфуна. Някогашният шампион е преследван от кошмари. Затънал е в дългове. На подписка е в полицията, след като почти не убива случаен гражданин три месеца по-рано. Не може да спре да мисли за атрактивната Глория – държанка на Боби Модела, мениджър на Тайфуна. Явор цял ден напразно търси Джони – дребен играч от квартала, който би могъл да му помогне със залозите.
Но нещата в петъчната вечер се развиват неочаквано. Преди мача Явор се отбива при Глория. Появяват се Боби Модела и Хосе Тайфуна. Боксьорите се сдърпват. Тайфуна чупи ръката си, но Явор Каменов ще трябва да се качи на ринга в мача от нощната програма. Не е изненадан, когато разпознава съперника в срещуположния ъгъл. .

## Актьорски състав
| Роля                       | Изпълнител            |
| -------------------------- | --------------------- |
| Денчо Асенов, бивш боксьор | Цветан Алексиев       |
| Явор Каменов, боксьор      | Явор Борисов          |
| Фипо                       | Филип Трифонов        |
| Васил                      | Стефан Денолюбов      |
| Глория                     | Глория Петкова        |
| Марина                     | Маргарита Хлебарова   |
| Вичо                       | Вичо Балабанов        |
| Илия                       | Илия Аспарухов        |
| Дойнов                     | Веселин Георгиев      |
| Боби „Модела“              | Богдан Казанджиев     |
| Хосе „Тайфуна“             | Хосе Ел Ной Мансо     |
| бабата                     | Радка Ковачевска      |
| полицай                    | Пламен Великов        |
| Тина                       | Мария Игнатова        |
| Мац                        | Самуил Шопов          |
| Костадин                   | Александър Белниколов |
| Джони                      | Георги Петров         |
| Иларио                     | Георги Димитров       |
| дилър 1                    | Чавдар Живков         |
| дилър 2                    | Цветослав Йонов       |
| дилър 3                    | Гаро Ашикян           |
| Дойнова                    | Илка Вълчева          |
| бай Краси                  | Никола Пашов          |
| Краси „Хонг Конг“          | Юлиян Гочев           |
| фотограф                   | Борис Мисирков        |
| асистентка Дойнов          | Линда Русева          |
| мутреса                    | Даниела Маринова      |
| дизайнер                   | Александър Мирчев     |
| „Камичето“                 | Камен Докси Петров    |
| букмейкър                  | Антон Бенев           |
| боксов съдия               | Антон Чамов           |
| илюзионистът               | Георги Коцалиев       |
| Каменски                   | Красимир Илиев        |
| китаец                     | Хуинг Ван Май         |
| Светльо                    | Лазар Янков           |
|                            | Палми Ранчев          |
|                            | Нгуен Ван Хунг        |
|                            | Иван Николов          |
|                            | Мария Димитрова       |
| Емил Чупренски             | Емил Чупренски        |
|                            | Тотьо Тотев           |
|                            | Мартин Кръстев        |
|                            | Павел Григоров        |
|                            | Стефан Кръстев        |
|                            | Иван Иванов           |
|                            | Тодор Вачев           |
|                            | Едмонд Вартанян       |
|                            | Георги Самарджиев     |
|                            | Филип Андреев         |
|                            | Силвия Асенова        |
|                            | Гергана Цанкова       |
|                            | Иван Бърнев           |
|                            | Евелина Димитрова     |
|                            | Марчела Върбанова     |
|                            | Едит Балабанова       |
|                            | Ралица Кандова        |
|                            | д-р Слави Пачалов     |
|                            | Чавдар Жиров          |
|                            | Венцислав Янков       |
|                            | Даниел Л. Манлов      |
|                            | Милена Манолова       |
|                            | Илия Илиев Аспарухов  |
|                            | Владимир Смолянсов    |
|                            | Владимир Мишайков     |
|                            | Луизабел Николова     |
|                            | Надя Добрикова        |
|                            | Милчо Милев           |
| '                          | Вера Шандел           |
|                            | Илия Рангелов         |
|                            | Альоша Янев           |
|                            | Йорданка Папалезова   |
|                            | Виктор Рашков         |
|                            | Божидар Джуров        |
|                            | Георги Топалов        |
|                            | Никола Марик          |
|                            | Ивайло Борисов        |
|                            | Али Ердоган           |
|                            | Джанер Феим Якуб      |
|                            | Антония Богданова     |
|                            | Яна Григорова         |
| глас зад кадър             | Никала Шандел         |